# Лиђа (Пиза)
Лиђа је насеље у Италији у округу Пиза, региону Тоскана.
Према процени из 2011. у насељу је живело 33 становника. Насеље се налази на надморској висини од 300 м.